# Aleksandr Jerjomenko
Aleksandr Vladimirovitj Jerjomenko (ryska: Александр Владимирович Ерёменко), född 10 april 1980 i Moskva i Sovjetunionen, är en rysk professionell ishockeymålvakt som för närvarande (2014) spelar med OHK Dynamo Moskva i KHL. 

## Klubbkarriär
Aleksandr Jerjomenko började sin professionella karriär 1999 i det ryska hockeylaget THK Tver. Jerjomenko spelade 2001–2005 för HK Dynamo Moskva i RSL. Vid slutet av säsongen 2004/2005 blev han rysk mästare med Dynamo Moskva, innan han skrev ett tvåårskontrakt med Ak Bars Kazan.  Han spelade för Salavat Julajev Ufa i KHL innan han återvände till Dynamo Moskva inför säsongen 2011/2012. 

## Internationellt
Jerjomenko spelade med det ryska landslaget i VM 2005, 2007, 2008, 2009 och 2010. Jerjomenko blev världsmästare 2008 och 2009 och har sedan 2005 spelat i landslaget i bland annat Euro Hockey Tour. 